# Opera Mini
O Opera Mini é um navegador web móvel desenvolvido pela Opera. Ele foi projetado primariamente para a plataforma Java ME, como um irmão mais leve e enxuto do Opera Mobile, mas desde janeiro de 2025 somente a versão para Android ainda estava em desenvolvimento ativo. Ele já havia sido desenvolvido para iOS, Windows 10 Mobile, Windows Phone 8.1, BlackBerry, Symbian e Bada.
O Opera Mini solicita páginas da web por meio do servidor proxy de compressão do Opera Software. O servidor de compressão processa e compacta as páginas da web solicitadas antes de enviá-las para o telemóvel. A taxa de compressão é de 90% e a velocidade de transferência é aumentada de duas a três vezes como resultado. O pré-processamento aumenta a compatibilidade com páginas da web não projetadas para celulares. Entretanto, sites interativos que dependem do processamento de JavaScript pelo dispositivo não funcionam corretamente.
Em julho de 2012, a Opera Software informou que o Opera Mini tinha 168,8 milhões de usuários em março de 2012.  Em fevereiro de 2013, a Opera relatou 300 milhões de usuários ativos únicos do Opera Mini e 150 bilhões de visualizações de páginas durante aquele mês. Isto representou um aumento de 25 milhões de utilizadores desde Setembro de 2012. 